# Zamek w Ułanowie
Zamek w Ułanowie – zamek zbudowany prawdopodobnie w XIV w. jako strażnica broniąca okoliczną ludność od napadów tatarskich.

## Historia
W 1552 roku ziemie te otrzymali od króla Polski Zygmunta Augusta przybyli z Macedonii Jan, Jerzy, Łukasz, Piotr Dukadzinowicze. Nie wiadomo co się z nimi stało, gdyż w 1570 r. ziemie te dzierżawi Rafał Sieniawski, syn Mikołaja, hetmana wielkiego koronnego. Po 1615 roku dzierżawcą zamku był Paweł Uchański. Podczas wojen kozackich zamek został zburzony. W 1765 roku właścicielem ziem został Józef Czosnowski, starosta winnicki. Później zmieniali się właściciele miejscowości, a po zamku pozostały tylko ruiny.

## Architektura
W 1570 roku na sztucznie usypanym wzniesieniu stał niewielki zamek posiadający trzy wieżyczki, kilka pokoi, broniony przez palisadę i nie posiadający żadnego uzbrojenia. Około 1615 roku zamek został rozbudowany. Do starego zamku dobudowano nowe pomieszczenia, wzmocniono otaczającą go palisadę oraz baszty. Jednak uzbrojenie nie była najlepsze. Zamek miał jedną prywatną armatę oraz 50 hakownic. Z trzech stron budowla otoczona była stawem. Józef Czosnowski odbudował otoczone stawem i fosą założenie. Powstała murowana budowla otoczona starymi wałami.